# Lythrypnus zebra
Lythrypnus zebra es una especie de peces de la familia de los Gobiidae en el orden de los Perciformes.

## Morfología
Los machos pueden llegar a alcanzar los 5,7 cm de longitud total.

## Distribución geográfica
Se encuentra desde California (Estados Unidos) hasta la Isla Clarión (México ).

## Observaciones
Es inofensivo para los humanos.